# Pachnoda berliozi
Pachnoda berliozi är en skalbaggsart som beskrevs av Rigout 1979. Pachnoda berliozi ingår i släktet Pachnoda och familjen Cetoniidae. Inga underarter finns listade i Catalogue of Life.